# Ella Riegel
Ella Riegel (1867 - 20 de gener del 1937) fou una sufragista estatunidenca i activista pels drets de les dones. Riegel es llicencià pel Bryn Mawr College i romandria associada a la universitat la resta de la seua vida.

## Biografia
Riegel va nàixer al 1866 a Pennsilvània. Fou alumna de la primera classe del Bryn Mawr College i es llicencià el 1889. S'interessà per l'antropologia i l'arqueologia. També era bona en finances i invertia en accions.
Va promoure la causa del sufragi femení. Formà part de la Congressional Union for Woman Suffrage, i en fou membre del comité de finances. Més tard, entrà en el Partit Nacional de les Dones (NWP). El 1916, va formar part de l'«Especial del Sufragi», un grup de més de vint sufragistes que viatjaren a Occident per a promoure el sufragi femení: Riegel feu de gerent de negocis per a l'Especial del Sufragi.(1) Juntament amb Charles Wister Ruschenberger, enviaren fotografies d'una «campana de la llibertat de les dones» a cada senador dels Estats Units. La campana tenia la llengua encadenada, per això no podia sonar.(2) El 1919, Riegel s'entrevistà amb James P. Goodrich, governador d'Indiana, per a instar-li a convocar una sessió legislativa especial per a ratificar l'esmena sobre el sufragi femení.
En una protesta de 75 dones realitzada el 9 de febrer del 1919, Riegel fou arrestada. La protesta formava part d'una sèrie d'«incendis de vigilància» duts a terme pel NWP arran que el Senat no havia aprovat la Denovena Esmena de la Constitució. Riegel duia una bandera pel sufragi i fou una de les 47 dones arrestades. Més tard, organitzà l'Especial de Presons per a conscienciar sobre l'empresonament de sufragistes i el tracte inhumà que rebien a la presó.
Després que les dones aconseguissen el sufragi, Riegel continuà lluitant a Pennsilvània, i fou presidenta del NWP estatal: també lluità per la ciutadania independent de les dones i la plena tutela dels seus fills. Riegel fou la delegada del Partit de les Dones en la Conferència de la Haia per a la Codificació del Dret Internacional, el 1930. Viatjà per Europa i Amèrica Llatina i col·laborà amb el Comité Consultiu de Dones de la Societat de Nacions.(1)
Va morir al seu apartament del campus del Bryn Mawr el 20 de gener del 1937. Va deixar 100.000 dòlars a aquesta universitat, amb què es creà una beca d'arqueologia al seu nom. El 1940, s'obrí un museu arqueològic amb el nom de Riegel a la biblioteca del Bryn Mawr.